# Castelo de Flint

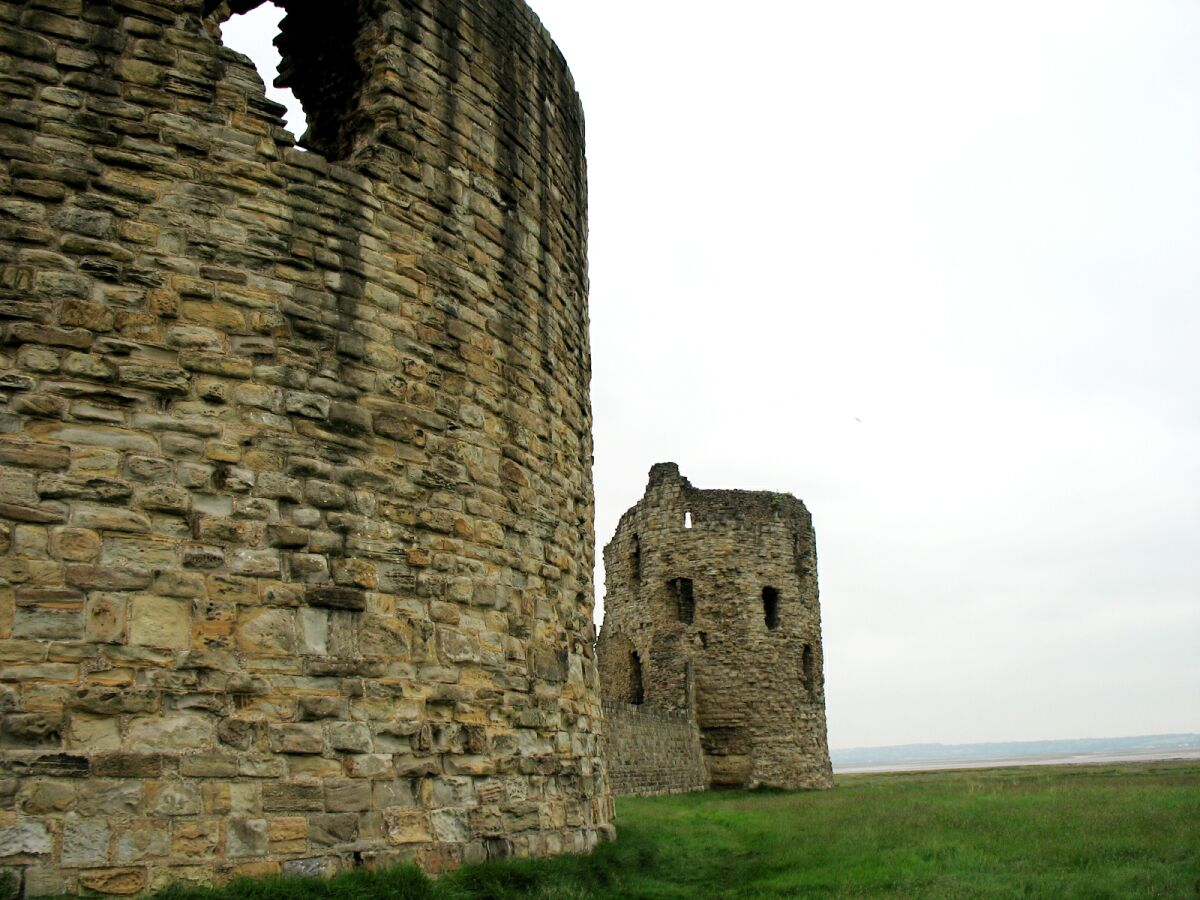
Castelo de Flint: sólida torre de menagem de pedra, pano de muralhas e torre de esquina com três pisos.

O Castelo de Flint (em galês: Castell y Fflint; em inglês: Flint Castle) é um castelo localizado em Flint, Flintshire, País de Gales. Foi o primeiro duma série de castelos construídos durante as campanhas de Eduardo I de Inglaterra para a conquista de Gales. Encontra-se classificado como um listed building com o Grau I desde 9 de novembro de 1995.

## Construção
Os trabalhos de construção começaram em 1277 e continuaram por nove anos. O castelo e as suas terraplanagens foram executados por 1.800 trabalhadores e pedreiros usando silharia numa pedra conhecida como millstone grit e arenito. O castelo deve muito do seu trabalho ao mestre pedreiro de Savoy James de Saint George, que supervisionou a construção tanto do Castelo de Flint como do Castelo de Rhuddlan para Eduardo I.
Quando concluido, o Castelo de Flint tinha um pátio interior e um recinto exterior. Estes, eram separados por um fosso de marés e estavam ligados por uma portaria e uma ponte levadiça. Fora do recinto exterior foi instalada uma cidade de plantio. O pátio interior tinha três grandes torres e uma torre de menagem separada. Esta torre isolada protegia a portaria interior e o recinto exterior.
O Castelo de Flint, que se situava na margem oeste do estuário do Rio Dee, podia ser abastecido pelo mar. O seu porto estava protegido por uma muralha defensiva. O castelo fica em posição oposta à margem inglesa e ao Shotwick Castle. Antes do curso do Rio Dee ter sido drasticamente alterado, no século XVIII, a passagem através do estuário neste ponto podia ser feita directamente por barco.

## Desenho de fortaleza único

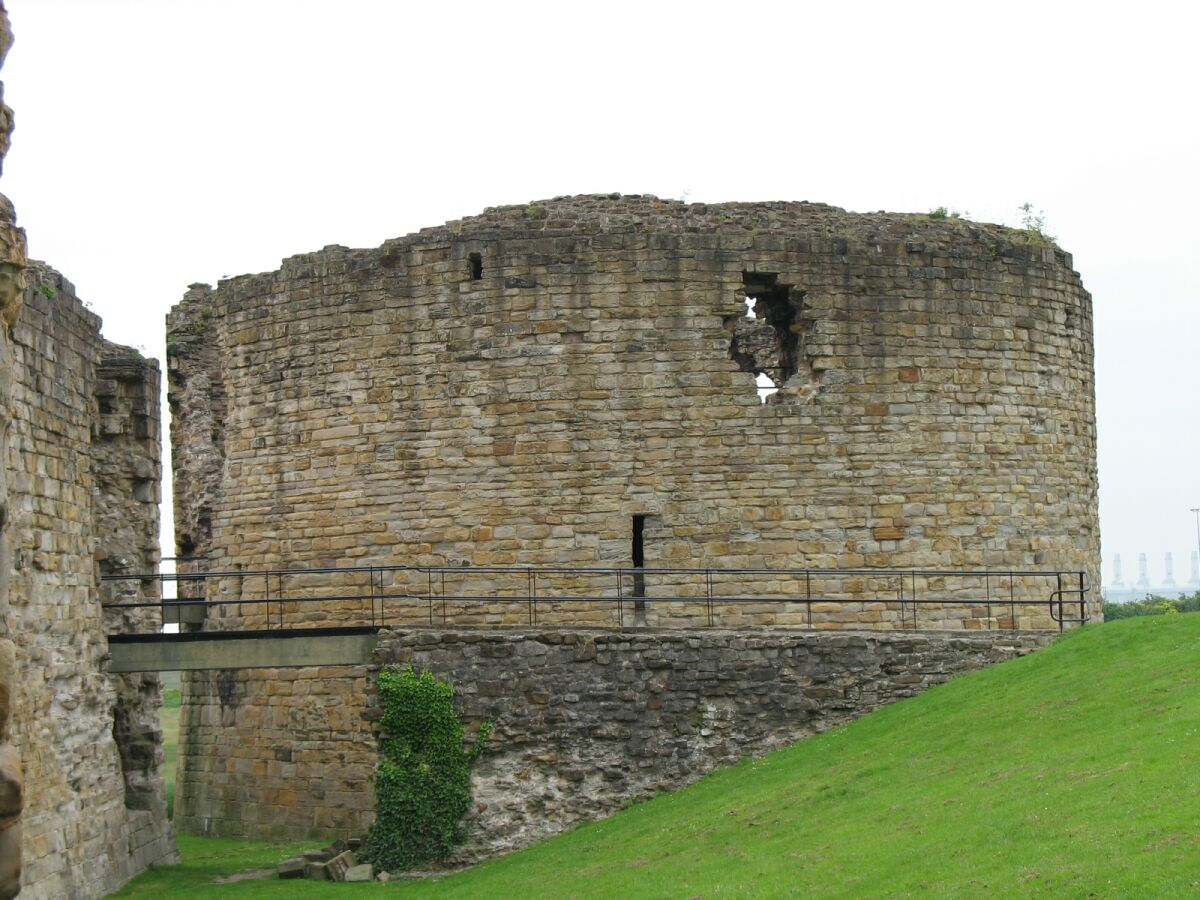
A torre de menagem isolada defendia a portaria e a ponte levadiça entre o pátio interior e o recinto exterior.

O castelo é baseado em modelos medievais franceses ou saboianos, onde uma das torres de canto é ampliada e isolada. Esta estrutura independente servia tanto de torre de canto ocmo de torre de menagem, tal como no Château de Dourdan na França. A torre de menagem de Flint tem sido comparada com a da cidade de Aigues-Mortes, também na França. O rei Eduardo I estava familiarizado com Aigues-Mortes, tendo passado pela fortaleza no caminho para se juntar à Oitava Cruzada, em 1270.
A torre de menagem é uma estrutura impressionante. As suas paredes de pedra têm 7 metros (23 pés) de grossura na base e 5 metros (16 pés) mais acima. O acesso era conseguido atravessando uma ponte levadiça para a câmara de entrada central no primeiro andar. Originalmente, terá existido ali, pelo menos, mais um andar adicional. Estes pisos tinham pequenas salas construídas nas espessas paredes. Em 1301, foi construída uma galeria de madeira no topo da torre para a visita do Príncipe de Gales, futuro rei Eduardo II de Inglaterra. No piso térreo encontra-se uma passagem abobadada que percorre todo o percurso em volta do interior da torre.
O desenho do Flint não foi repetido em nenhum outro dos castelos construídos por Eduardo I no Norte de Gales. O esquema do Castelo de Flint permanece único nas ilhas britânicas.

## História

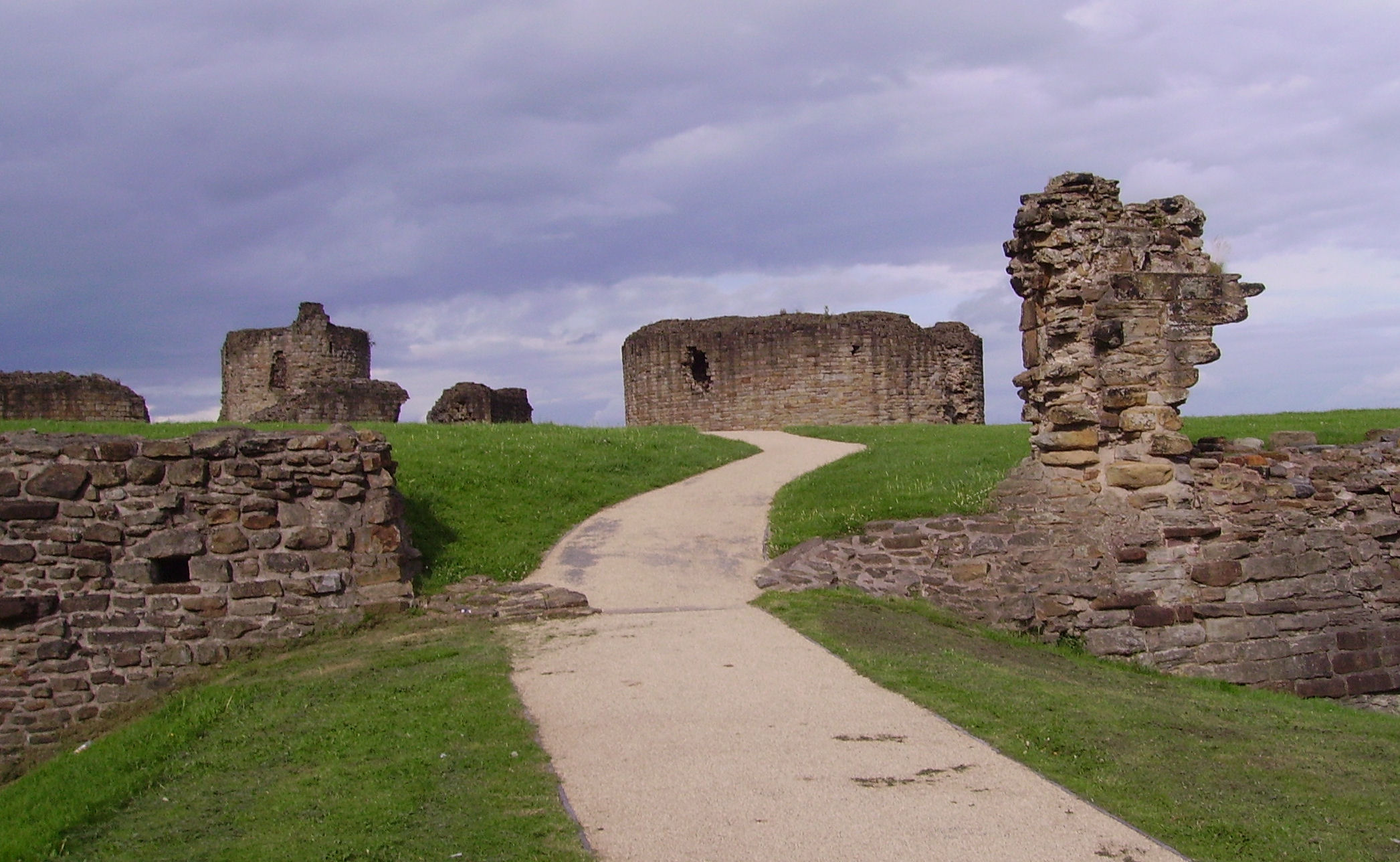
Restos da portaria do recinto exterior, com a torre de menagem do século XIII ao fundo.

O Castelo de Flint foi o primeiro castelo do que ficaria conhecido mais tarde como "anel de ferro" de Eduardo I: uma rede de fortalezas desenhadas para cercar o Norte de Gales e oprimir os galeses. A sua construção iniciou-se imediatamente depois de Eduardo I ter começado a Primeira Guerra Galesa, em 1277.
Cinco anos depois, forças galesas sob o comando de Dafydd ap Gruffydd, irmão de Llywelyn o Último, sitiaram o castelo numa tentativa de revolta contra a Coroa inglesa. Em 1294, Flint foi novamente atacado durante a revolta de Madog ap Llywelyn; desta vez, o condestável do castelo foi forçado a deitar fogo à fortaleza para evitar a sua captura pelos galeses. Mais tarde, o edifício foi reparado e parcialmente reconstruido.
Com a conclusão das guerras galesas, foram dados títulos de propriedade a colonos e comerciantes ingleses na nova cidade que foi estabelecida em frente ao castelo. O borough de plantação foi protegido por uma vala defensiva com paliçada de madeira na margem de terra. O seu contorno permanece visível no padrão das ruas.
Em 1399, Ricardo II de Inglaterra foi detido em Flint por Henrique Bolingbroke, sendo devolvido a Londres.
Durante a Guerra Civil Inglesa, o Castelo de Flint foi controlado pelos Realistas. Foi finalmente capturado pelos Parlamentaristas em 1647, depois dum cerco de três meses. Para evitar a sua reutilização no conflito, o castelo foi, então, danificado deliberadamente de acordo com uma ordem de destruição de Oliver Cromwell. O que resta actualmente são as ruínas resultantes desta acção.
No século XIX, parte do espaço do recinto exterior foi usado como Cadeia do Condado de Flintshire. Uma pedreira também operava na vizinhança.

## Actualidade
O Castelo de Flint, que foi administrado como monumento público durante 90 anos, é agora mantido pela Cadw, uma instituição do governo galês que protege, conserva e promove edifícios património de gales. O acesso é livre e faz-se por um caminho. A maior parte do castelo, tal como a isolada torre de menagem, está aberta ao público.

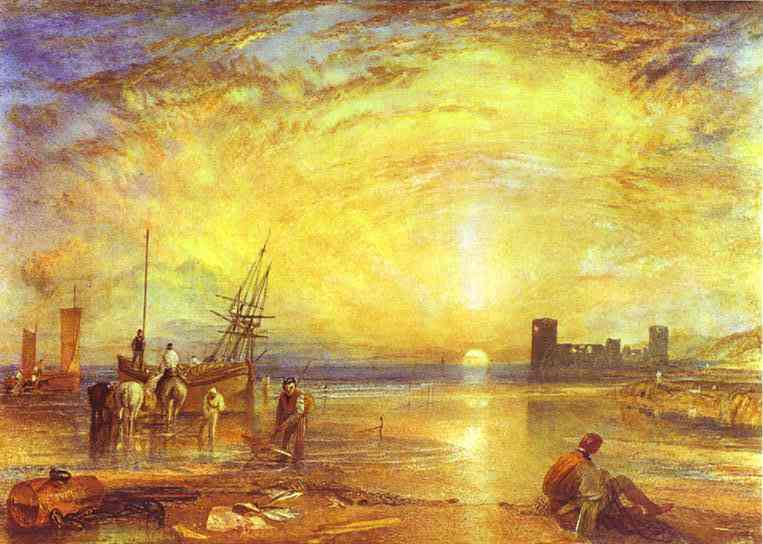
Aguarela com o Castelo de Flint, pintada por William Turner em 1838.

Em meados de Agosto de 2009, a agência encerrou, temporariamente, o castelo ao público devido a alegados problemas com comportamentos anti-sociais. A Cadw afirmou que jovens embriagados tinham estado ali e vandalizado o castelo. No entanto, o conjunto está em ruínas e existem muitas formas de entrar a partir da portaria. Desta forma, o encerramento mantém afastados os cidadãos cumpridores da lei, enquanto concede um reino livre aos arruaceiros. A Cadw está em contacto com a Polícia do Norte de Gales no sentido de melhorar a segurança ao castelo, mas a estrutura permanece fechada.

## Trabalhos posteriores
Em 1838, William Turner pintou uma aguarela representando o castelo.

O HMS Flint Castle (K383), uma corveta da classe castelo da Marinha Real Britânica lançada em 1943, recebeu o nome em referência ao Castelo de Flint.

## Galeria

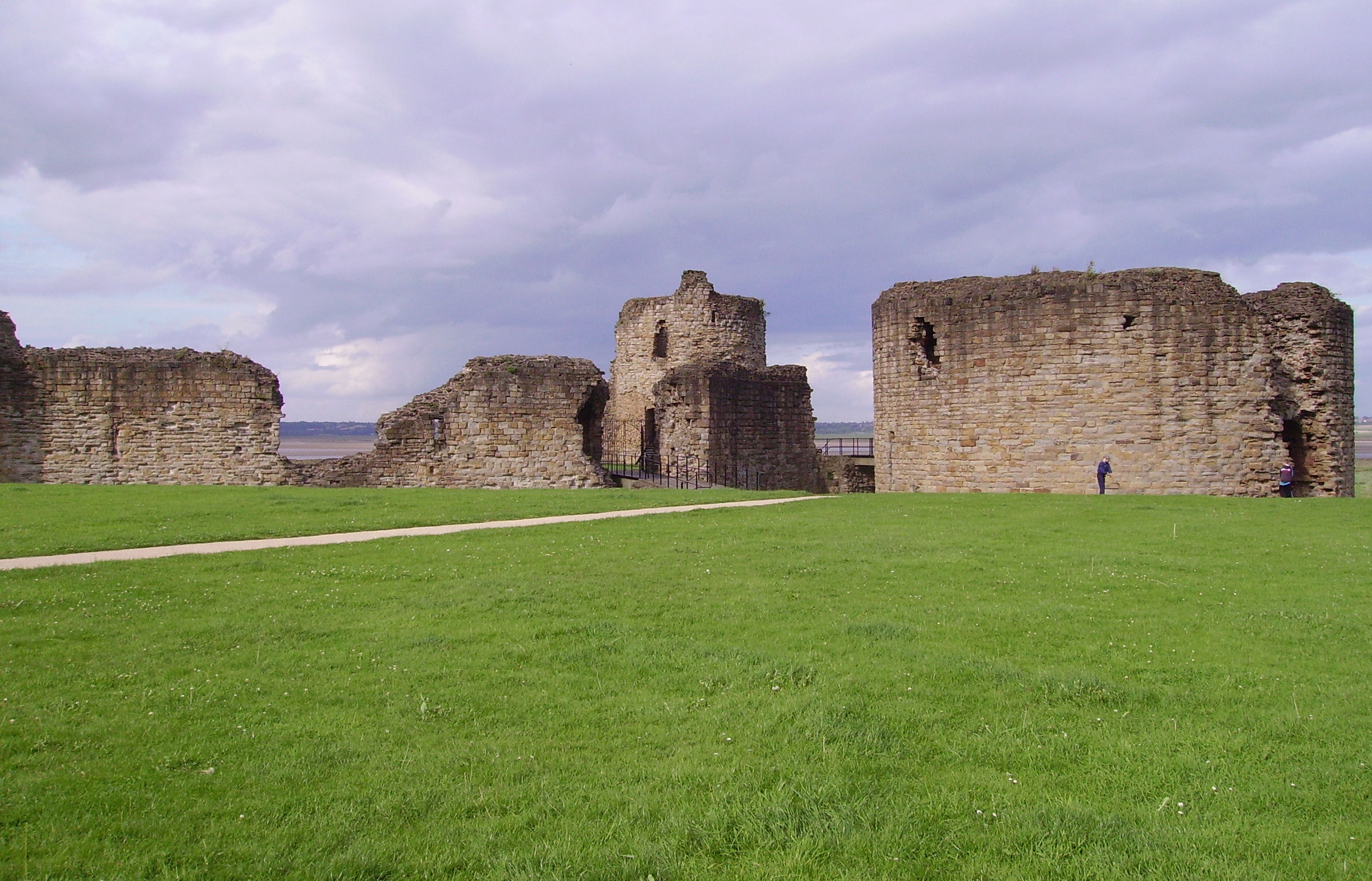
O Castelo de Flint com a torre de menagem isolada à direita.
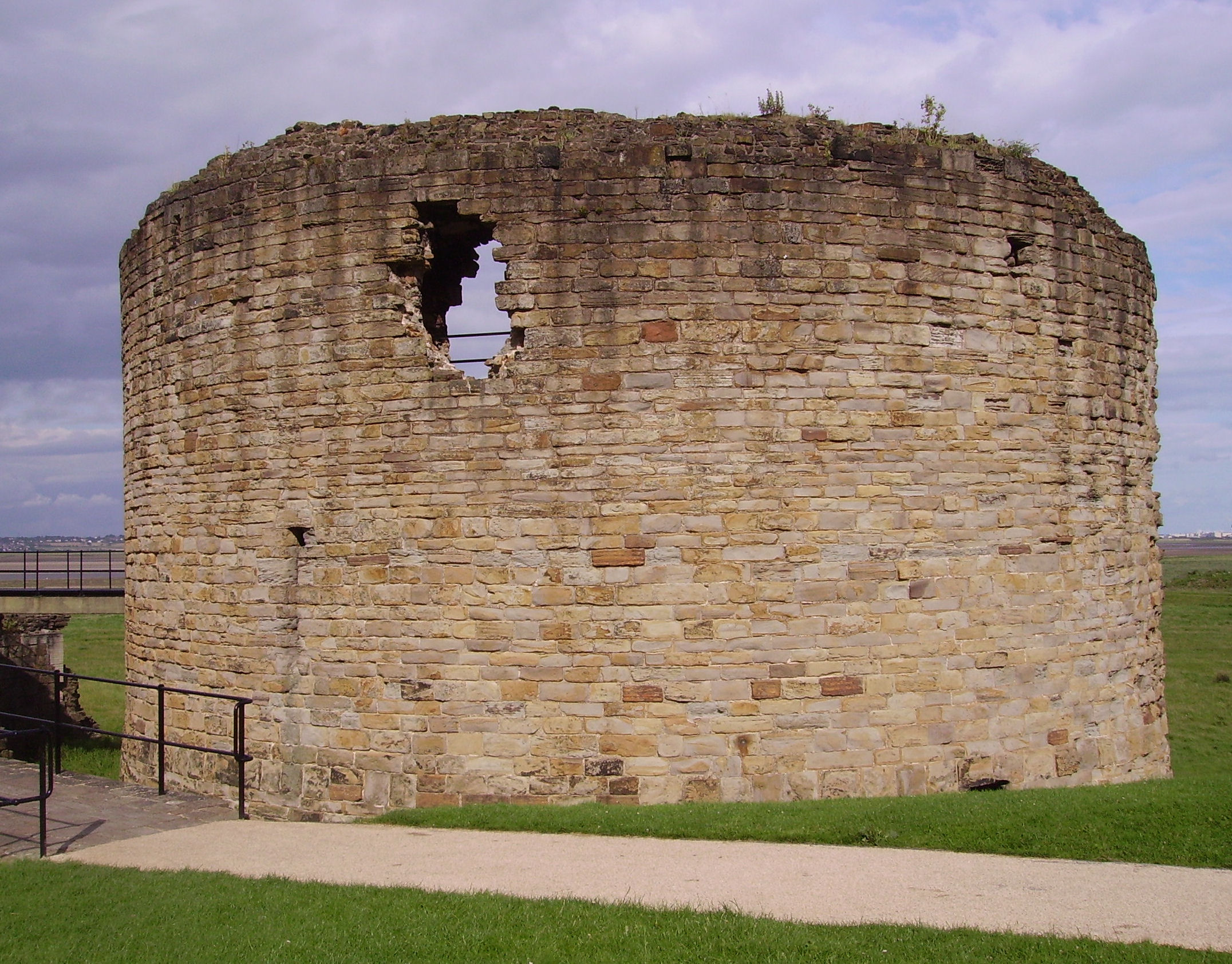
A torre de menagem em pedra ao lado do portão de acesso ao recinto interior.
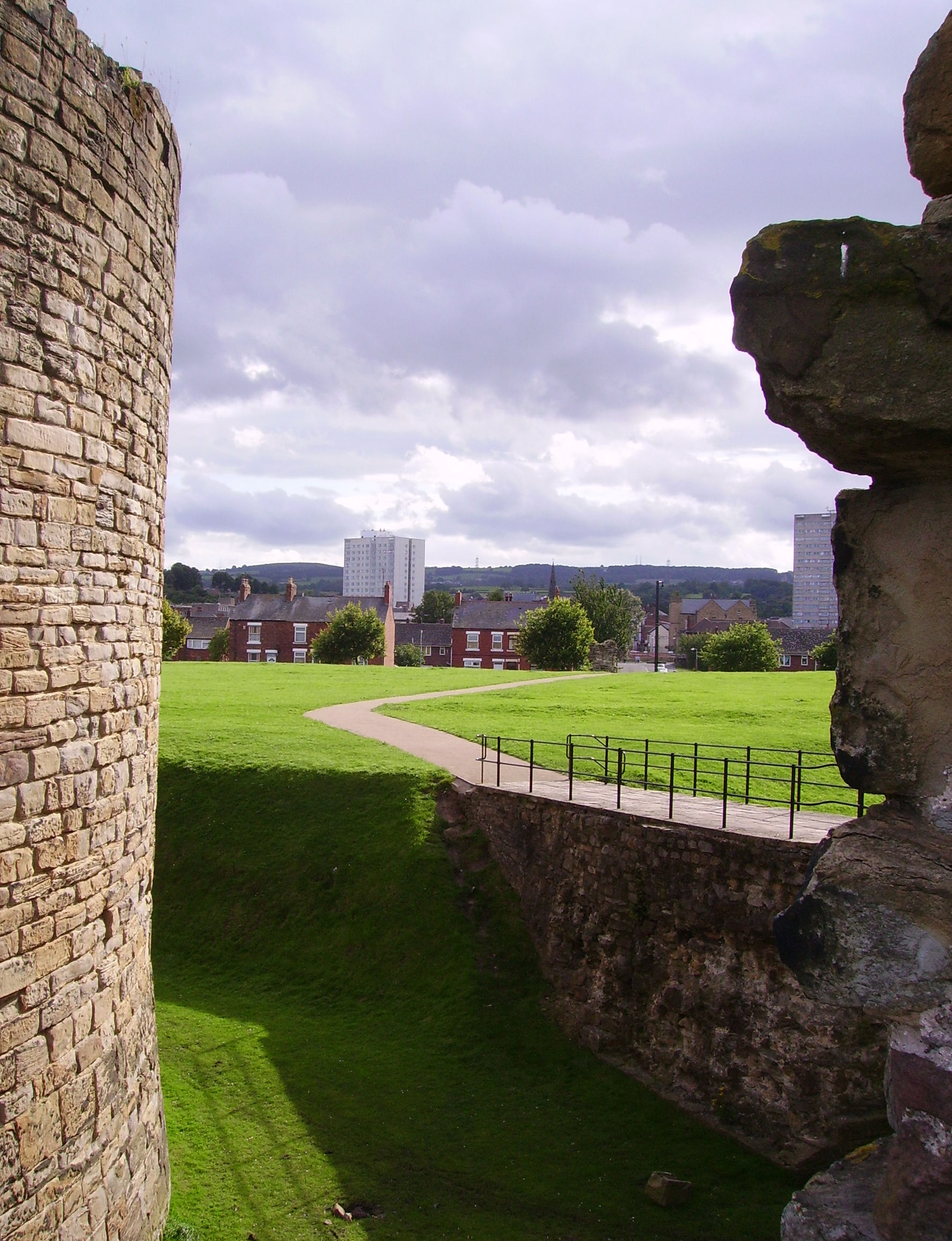
Vista através do fosso para o recinto exterior.
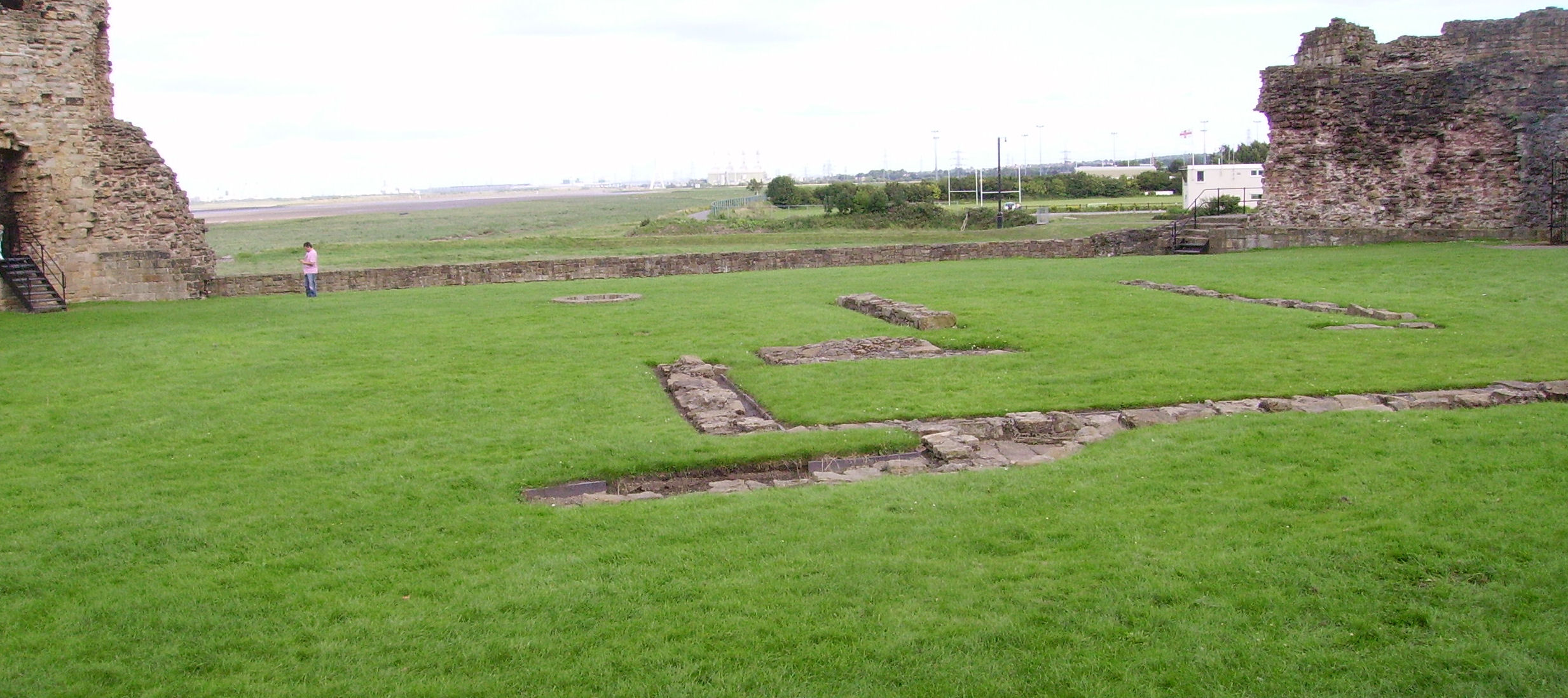
Fundação de edifício dentro do pátio interior.
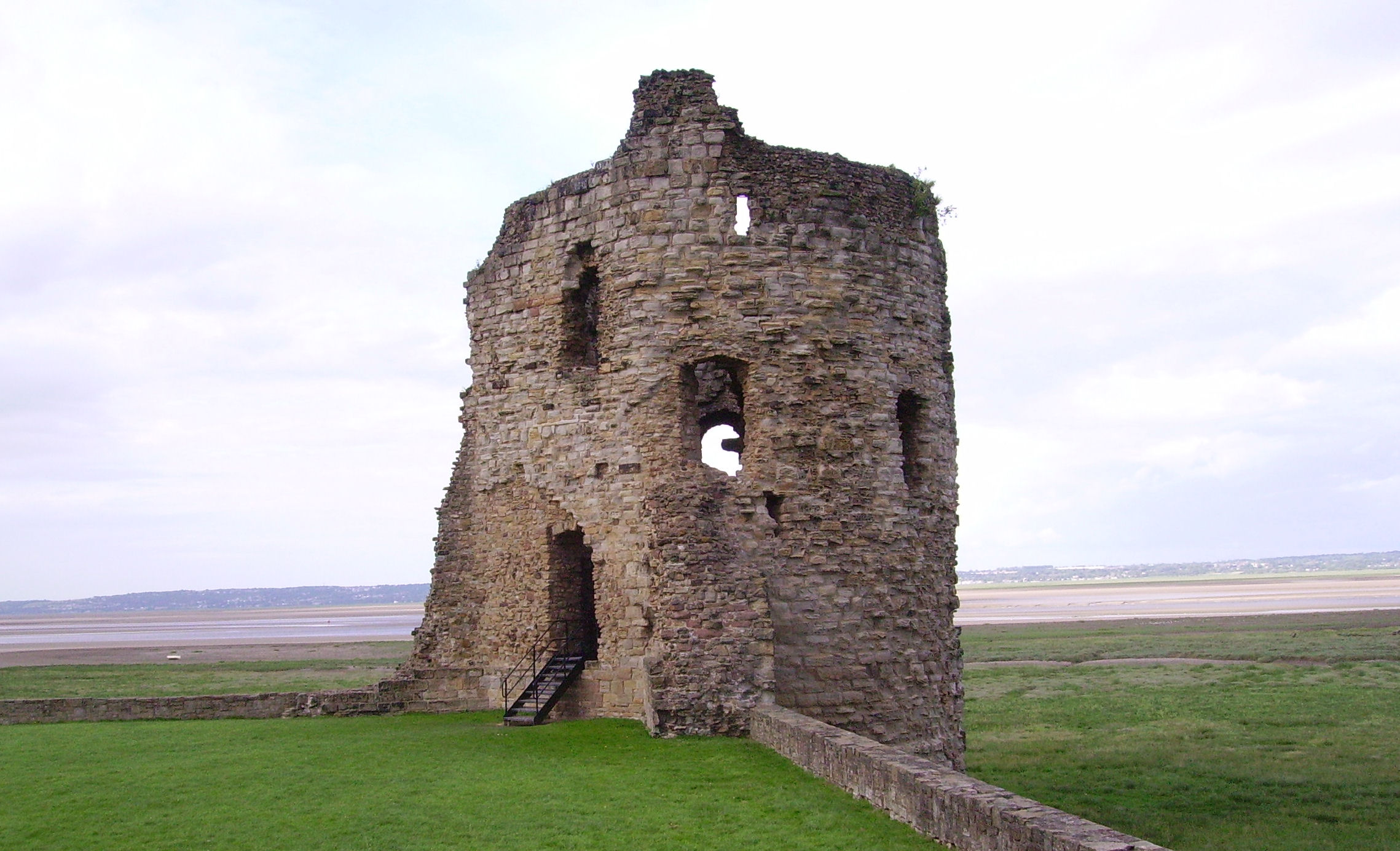
A torre de esquina oriental, com três andares, no pátio interior, com o estuário do Rio Dee ao fundo.
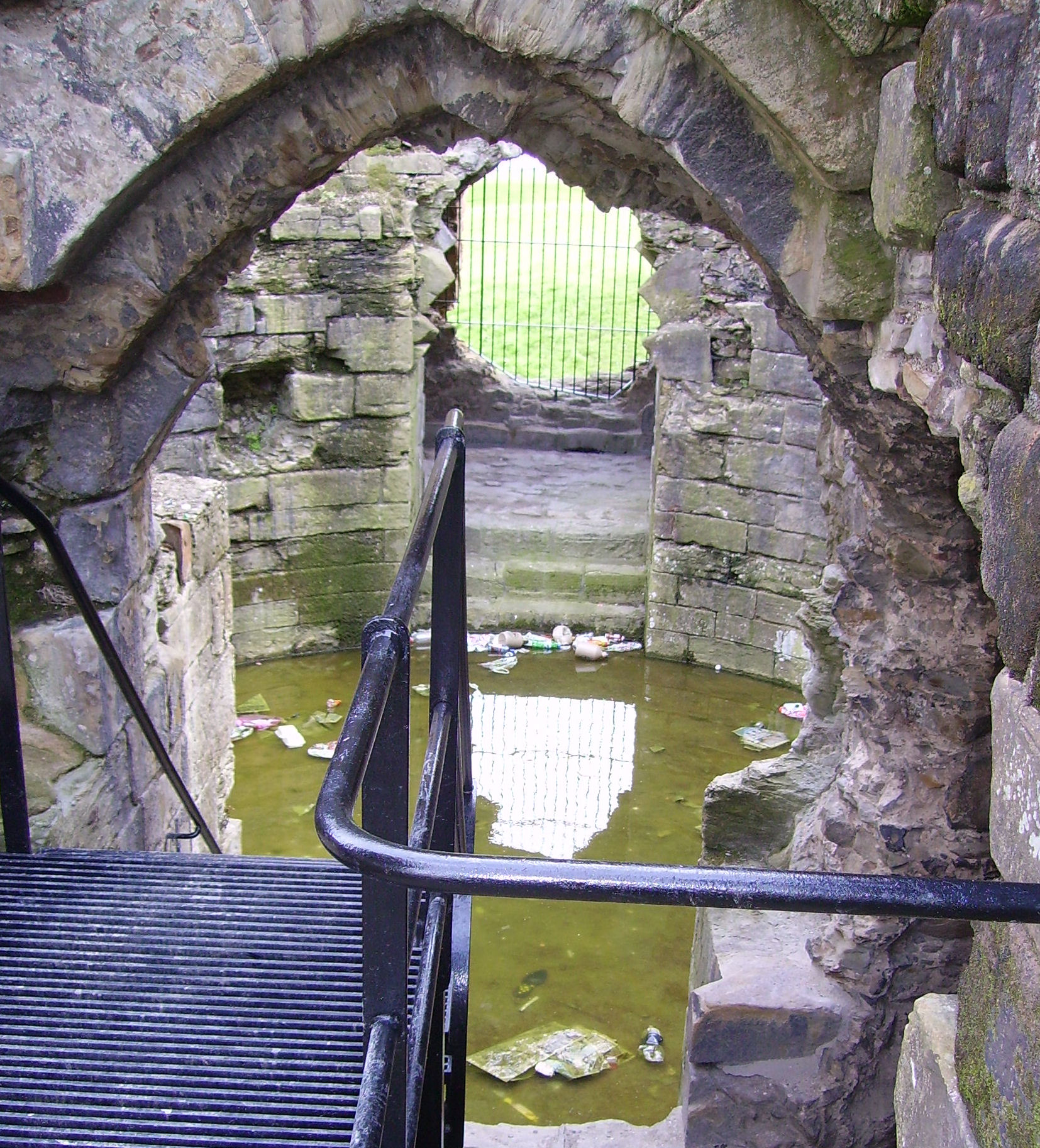
Vista para a base da torre de menagem isolada. Parte da passagem abobadada pode ser vista na escadaria afastada.
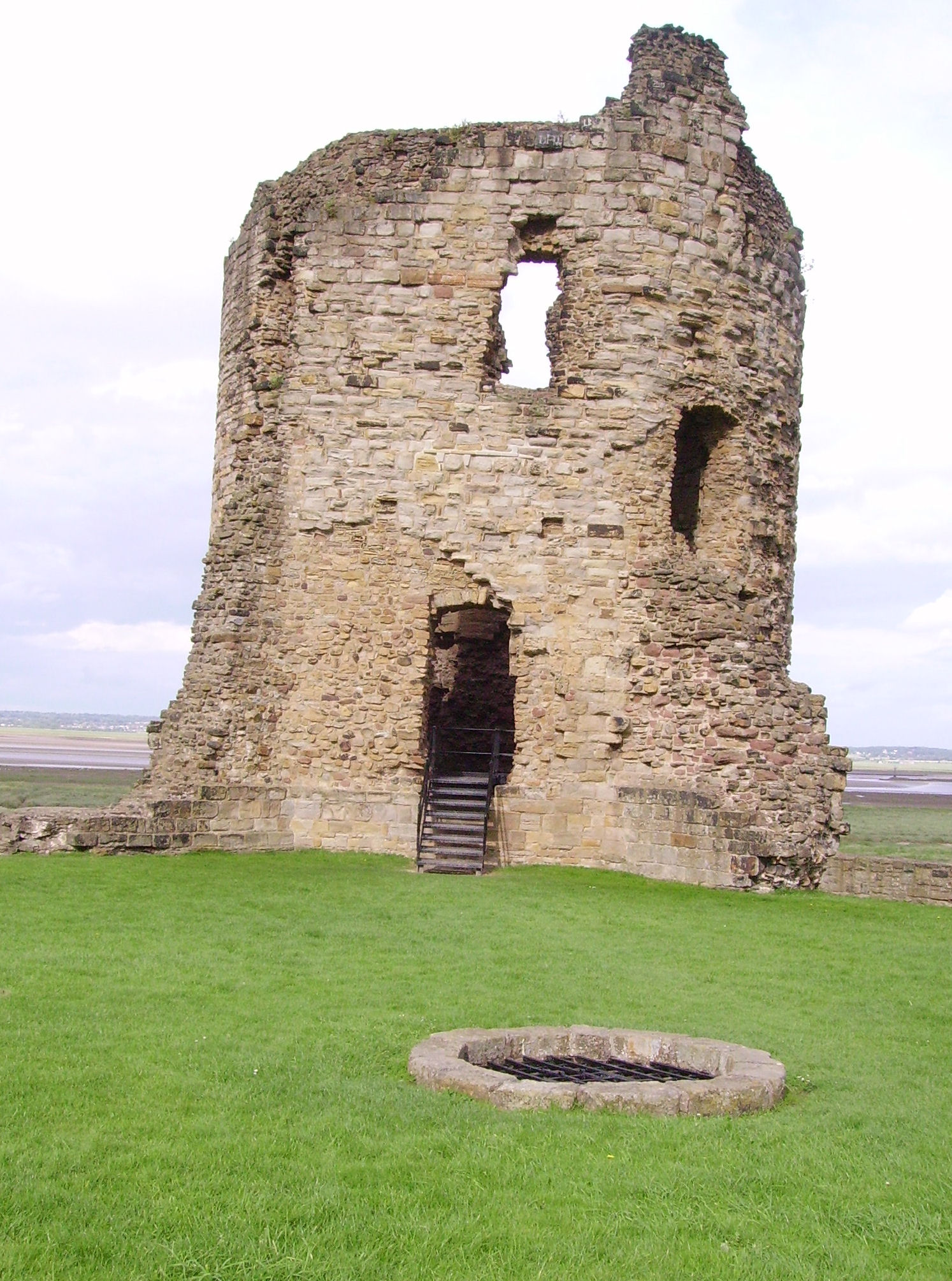
Poço do castelo e torre de esquina, com parte do revestimento de silharia original.
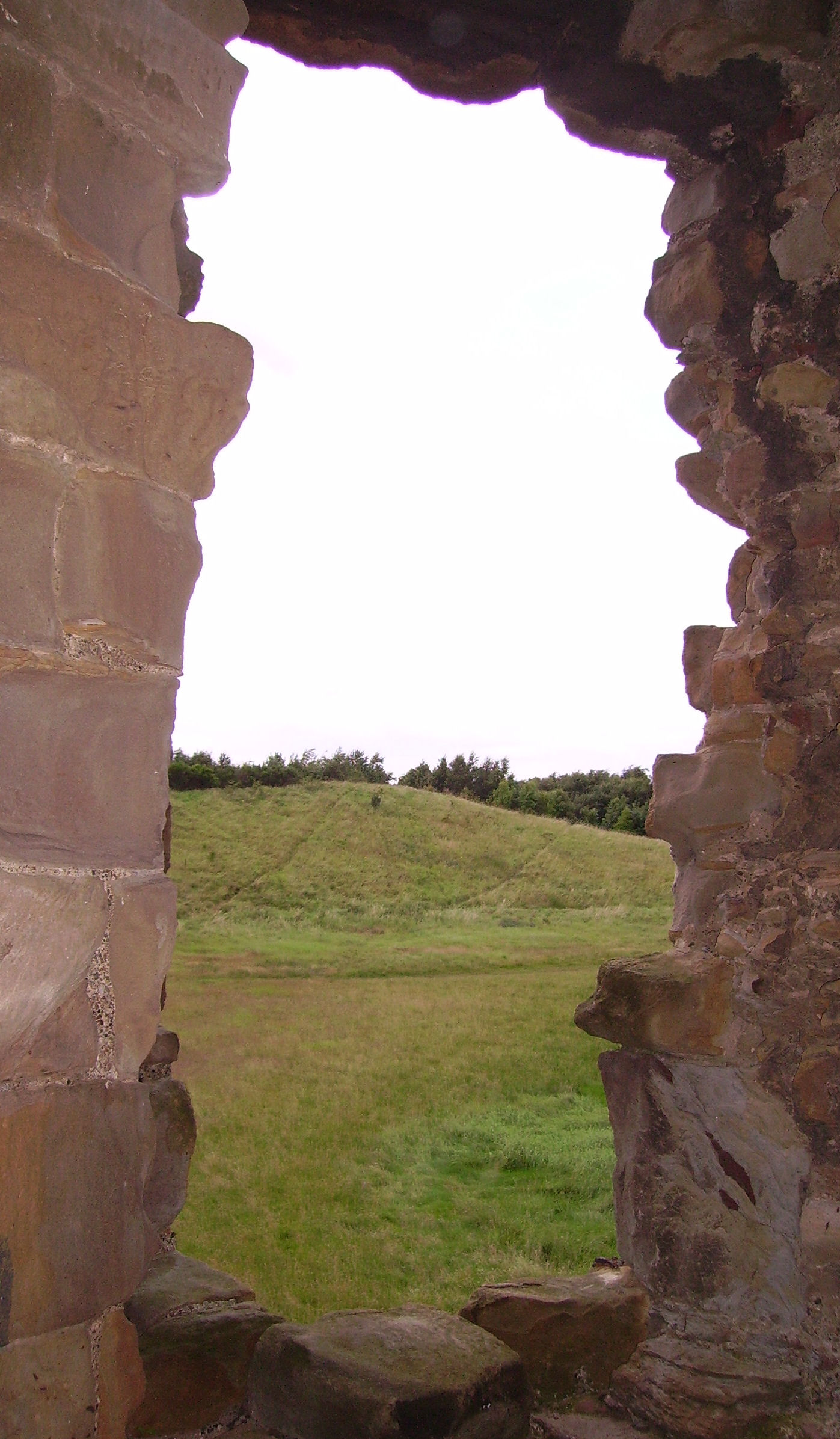
Uma seteira que defendeu, em tempos, o lado norte do castelo.